# Olga Scheinpflugová
Olga Scheinpflugová (3 décembre 1902 - 3 avril 1968) est une écrivaine et actrice tchécoslovaque.

## Biographie

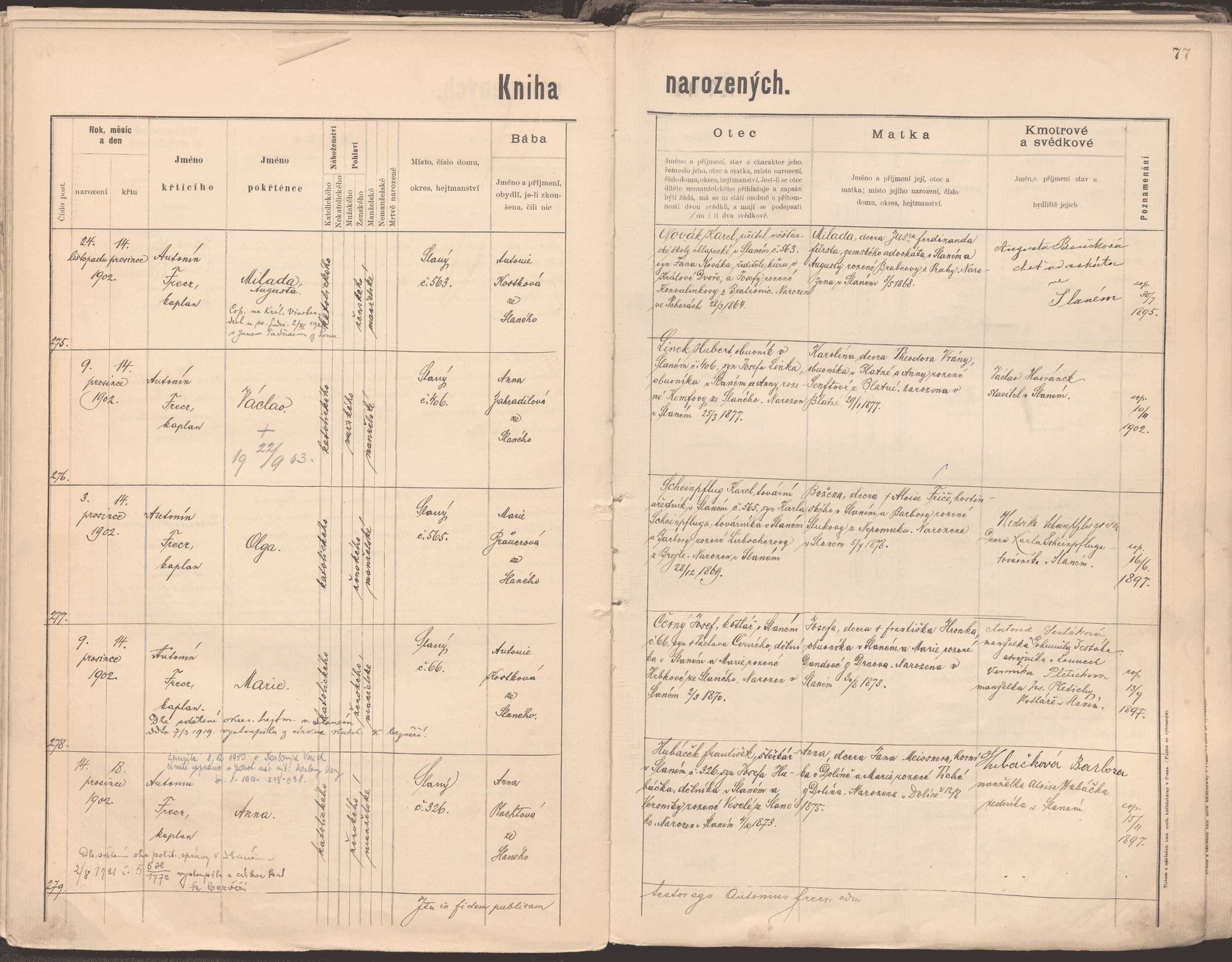
Extrait d'acte de naissance d'Olga Scheinpflugova (SOkA Kladno)

Elle est la fille de l'écrivain, journaliste et dramaturge Karel Scheinpflug. Elle perd sa mère à l'âge de huit ans, et son père joue un rôle majeur pour elle dans son enfance.

### Carrière dans le théâtre
Scheinpflugová commence sa carrière d'actrice très jeune alors qu'elle est encore élève au Gymnasium de Slaný. À partir de 1917, elle étudie à l'école de commerce de Prague et prend des cours privé d'art dramatique avec Marie Hübnerová. Elle est d'abord engagée dans le Théâtre de Prague-Smíchov puis au Théâtre de Vinohrady, En 1920, elle est engagée par le théâtre Švanda et deux ans plus tard, elle devient membre du Théâtre de la Ville de Prague-Královské Vinohrady, où elle travaille aux côtés de son ancienne professeure Marie Hübnerová.
À partir de 1929, elle commence à jouer au Théâtre national de Prague. Excepté pendant deux courtes interruptions, elle reste au Théâtre national jusqu'à sa mort. Selon Michaela Kosťálová, historienne de l'art, elle crée durant sa carrière au Théâtre National 130 rôles et sept pièces qu'elle écrit elle-même. Elle joue par exemple le personnage de Miki dans la pièce La vie est belle, dont elle est l'autrice. À côté de cela, elle interprète des rôles dans des pièces de G. B. Shaw, Vítězslav Nezval et Jean Cocteau.
Au cours de sa carrière, elle collabore avec de nombreux réalisateurs respectés, notamment J. Kvapil, J. Bor, K. H. Hilaire, J. Frejka, Otomar Krejča et Alfréd Radok.
Elle vit des moments difficiles en temps sous les deux régimes dictatoriaux qu'elle traverse, le nazisme et le régime communiste. Elle est chassée à maintes reprises du Théâtre national, mais finit toujours par y retourner.

### Rencontre avec Karel Čapek
En 1920, elle rencontre Karel Čapek et se lie d'amitié avec lui. Tous deux sont passionnés de théâtre, et leur relation dure près de 20 ans. Il l'aurait attendue à sa sortie du théâtre de Smíchov pour lui proposer d’interpréter Mimi dans la pièce qu'il a écrite Le Brigand. Il lui fait découvrir le cubisme et ils lisent ensemble la poésie de Francis James, Prud'homme, Rimbaud, Baudelaire et Apollinaire,
En 1935, elle l'épouse, mais leur mariage est de courte durée, Čapek mourant d'une pneumonie en 1938.  Čapek supporte difficilement le démantèlement de la République tchécoslovaque du président Masaryk. De santé fragile, il meurt à Noël, trois mois avant l'occupation du pays par l'Allemagne. Scheinpflugová est désespérée, mais elle s'attelle à l'écriture d'un livre sur leur vie commune Le roman Tchèque, publié en 1946.
Pendant l'occupation allemande, elle est interrogée par la Gestapo sur les écrits antifacistes de Čapek.

### Carrière dans l'écriture
Parallèlement à ses activités en tant que comédienne, elle se consacre à l'écriture. Elle publie principalement dans des revues, mais à partir de la deuxième moitié des années 1920, elle publie aussi des livres. Elle est l'auteur de seize romans, d'une dizaine de livres pour enfants, de sept recueils de poésie et de dix pièces de théâtre. Certaines de ses œuvres sont également adaptées en films, comme Madla z cihelny (Madla de la briqueterie) en 1930. Le sujet principal de ses livres est le rôle des femmes dans le monde moderne. Selon l'historien Eduard Burget elle écrit des comédies et des vaudevilles ayant pour sujet les mœurs et les problèmes de la société de son temps. Son mariage avec Karel Čapek a profondément influencé sa carrière d'actrice, ainsi que ses œuvres littéraires.
Olga Scheinpflugová fait une crise cardiaque sur scène en avril 1968 durant une représentation de L’Époque où nous vivons, écrit par Karel Čapek. Elle meurt trois mois avant l'occupation soviétique.

## Œuvres choisies
- Madla z cihelny (Madla de la briqueterie) (1933)
- Okénko (Petite fenêtre) (1933)
- Andula vyhrála (Andula gagne) (1938)
- Švadlenka (La femme aux baguettes) (1936)
- Dobře situovaný pán (Un homme à la position confortable) (1939)
- Sobota (Samedi) (1944)
- Český román (roman tchèque) (1946) – roman autobiographique
- Byla jsem na světě – mémoires inachevées, publiées à titre posthume (1988)